# Руський Лундан
Руський Лунда́н (рос. Русский Лундан, ерз. Рузонь Лундан) — село у складі Зубово-Полянського району Мордовії, Росія. Входить до складу Горенського сільського поселення.
Населення — 188 осіб (2010; 223 у 2002).
Національний склад станом на 2002 рік:
- росіяни — 90 %